# Jean Pourchet
Pour les articles homonymes, voir Pourchet.
Jean Pourchet, né le 9 décembre 1925 à Maisons-du-Bois-Lièvremont et mort le 27 février 2010 à Pontarlier, est un homme politique français, membre de l'UDF.

## Mandats
- Maire de Maisons-du-Bois-Lièvremont (1953-2008)
- Sénateur du Doubs (1988-1998)
- Conseiller général du Canton de Montbenoît (1973-1998)

## Autre Fonction
- Président de la célébration du bicentenaire de la Révolution en 1988 ; il succède à Edgar Faure[réf. nécessaire].